# 中東哲學
中东哲学包括中东地区的各种哲学，包括新月沃土、伊朗和安那托利亚。传统包括古埃及哲学、巴比伦哲学、猶太教哲學、波斯哲学和伊斯兰哲学。 

## 美索不达米亚哲学
美索不達米亞哲學起源於巴比伦哲學，關於这个词的流行，可以追溯到早期美索不达米亚的智慧。他們把某些哲學体现於生活當中，特别是职业道德、辩证法、对话、史诗、民间传说、诗歌、歌词、散文和谚语。由此可見巴比伦人的理智和理性經已超出了经验主義。
巴比倫哲學有可能影响了希腊哲学，后来更影响了古希腊哲學和希臘化哲學，但缺乏文本证据。雖然如此，但巴比伦文本的《悲观对话》跟苏格拉底的不可知论思想、赫拉克利特的对比学说以及柏拉图的对话非常相似。  据说， 弥勒斯哲学家泰勒斯也曾在美索不达米亚学习哲学，更是苏格拉底和柏拉图的苏格拉底方法的先驱。 

## 古埃及哲学

### 琐罗亚斯德教
琐罗亚斯德教是一神教 ，起源于伊朗 。它屬於二元論（ 阿胡拉·馬茲達和阿里曼 ），另外還有六大天使，称为阿梅沙·斯彭塔。 在现代琐罗亚斯德教中，它们被解释为“阿胡拉·馬茲達”的各个方面，它们构成了一个善良且具有建设性的七種元素。他们反对另外七種邪恶和破坏性的团体。正是这种善与恶之间的持久冲突使琐罗亚斯德教派与一神论区别开来，后者只有一种至高无上的權力。故此琐罗亚斯德教派将自己描述为二元论，並要求其信徒对平等的对立力量抱有信念。 
琐罗亚斯德出现於公元前1700-1800年期間的伊朗。  他的思想成为琐罗亚斯德教的基础，并且在总体上影响了印度和伊朗哲学的分支的发展。琐罗亚斯德是第一个从哲学角度处理恶的问题的人。人们更认为他是宗教史上最古老的一神论者。他支持基于善意（pendar-e-nik）、好言语（goftar-e-nik）和善行（kerdar-e-nik）的道德哲学。 
琐罗亚斯德及其信徒的作品对古希腊哲学和西方哲学产生了重要的影响。几位古希腊作家（如欧多克索斯）和拉丁作家（如老普林尼）都将琐罗亚斯德教哲学称为“最著名和最有用”。柏拉图通过欧多克索斯学习了琐罗亚斯德的哲学，并将其大部分纳入了他自己的柏拉图實在論。 然而，在公元前3世纪，克羅特斯指出柏拉图的《理想國 》有部份內容是屬於琐罗亚斯特的《大自然》，例如《埃尔神话》 。  

### 摩尼教
摩尼教由摩尼创立，从西方的北非到东方的中国都颇有影响，其中摩尼教在西方基督教思想中通过希波的奧古斯丁得到延续 。希波的奧古斯丁从摩尼教改信基督教，奧古斯丁在他的著作中強烈地谴责了摩尼教。他的著作在天主教、新教和东正教神学家中仍然具有影响力。摩尼教的一个重要原则是其二元性。 

### 玛兹达克
玛兹达克的宗教和哲学教义，其创始人玛兹达克视为琐罗亚斯德教  的改良版本，同時也受到摩尼教的影响。

### 祖爾宛教派
祖爾宛教派的特征是其第一原理，他們認為祖尔宛是原始创造者。根据Zaehner的说法，祖爾宛教派具有三个学派，所有这些学派都以古典祖爾宛教派为基础，包括：美学、唯物论和宿命论。 

#### 美學的祖宛爾教派
唯美主義的祖爾宛教派视为未分化的时间，在欲望的影响下，分裂了理性和縱慾。 

#### 唯物的祖宛爾教派
當琐罗亚斯德教的阿胡拉·馬茲達認為他创造了宇宙时，唯物的祖宛爾教派同時挑战一切都可以由虚构而成的观念。 

#### 宿命的祖宛爾教派
宿命的祖宛爾教派源自有限时间的理論，其含义是没有任何东西可以改变物理和宇宙，而“天體」的路径代表了这个过程。根据中古波斯著作Menog-i Khrad的说法：“歐馬茲（Ohrmazd）将幸福分配了給人类，但是如果人类没有得到幸福，就是由于这些星球的勒索所致。”（Ohrmazd allotted happiness to man, but if man did not receive it, it was owing to the extortion of these planets.）

## 亚伯拉罕的传统

### 犹太哲学
犹太哲学包括犹太人在以色列地和猶太人流散時的所有哲学。 

### 伊斯兰哲学
伊斯兰的兴起导致各种伊斯兰哲学思想流派的出现。苏菲主義建立了一套哲学，穆爾太齊賴派（此時部分已受希腊化哲学影响）重建了理性主义 ，而艾什爾里派則重塑了对上帝、正义，命运和宇宙逻辑及理性解释。 
早期的伊斯兰哲学受到古希腊哲学、伊朗哲学、犹太教、基督教和印度哲学所影響，而伊斯兰哲学又对中世纪的犹太哲学，基督教哲学、西方哲学、伊朗哲学产生了重大影响。除此以外，伊斯蘭哲學還影響了印度哲学。因此许多人认为伊斯兰哲学既是东方哲学又是西方哲学。 
穆爾太齊賴派是伊斯兰教早期流行的哲学神学流派。 他们自称为Ahl al-'Adl wa al-Tawhid（“正义与一神教徒”）。在八世纪和九世纪時，由于知识分子和精英的支持，他們的信徒急剧上升。 在13世纪后期，他们失去了官方支持並且兴起了艾什爾里派学校。然而，他们大部分有价值的作品在十字军和蒙古入侵時被摧毁。 
一个在西方最有影响力的穆斯林哲学家是伊本·魯世德，他是阿威羅伊學說的創始人。 
据说其他有影响力的穆斯林哲学家還包括： 
- 进化論和自然选择的先驱贾希兹（英语：al-Jahiz）
- 现象学和科学哲学的先驱伊本·海瑟姆，他也是亚里士多德物理學和亚里士多德的拓撲斯的批评家。
- 亚里士多德物理學的批评家阿布·雷汉·比鲁尼
- 傳統邏輯的评论家阿维森纳
- 亚里斯多德逻辑学的批评家和归纳逻辑的先驱拉齐
- 历史哲學和社会学之父，也是社会哲学的先驅伊本·赫勒敦

但是，就语义和解释学的确切科学而言，在阿拉伯语-英语翻译方法学领域，没有足够可信的证据来支持这种主张。   

#### 苏菲哲学
苏菲派是伊斯兰教中的一门西方秘契主義哲学流派，它建基于对靈性和真理的追求，并将其作为一个明确的目标。为了达到这个最高的真理，苏非派对Lataif-e-Sitta（人類六種微妙能力）的Nafs, Qalb, Sirr, Ruh, Khafi和Akhfa进行了标记 。除了传统的宗教习俗外，他们还有冥想、朗诵（Dhikr）、禁欲主义（Chillakashi）和音乐和舞蹈（Sama）。 

#### 伊本西那學派
伊本·西那在广泛主题上撰写了近450篇论文和许多哲学著作。

#### 照明主义
蘇瑞瓦爾迪创立了“照明哲学”。這學說認為，光在现实的各个层次上运作。 光线会产生非物质性和实质性的光，包括非物质性的智力、人类和动物的灵魂，甚至包括身体的“陰暗物质”。蘇瑞瓦爾迪的作品在琐罗亚斯德教的思想和古伊朗思想的基础上得到广泛的发展。 

#### 超越神智學
超越神智學是由Sadr Shirazi提出的先验神学，現在為伊斯兰哲学的两个主要学科之一。 

### 巴哈伊哲学
巴哈伊信仰的創立者是巴哈歐拉的長子阿博都·巴哈。他在《已答之問》一书中解释了巴哈伊哲学。 

## 參看
- 哲學
- 伊斯蘭教
- 伊斯蘭哲學
- 宗教
- 宗教哲學